# بیلیخوو
بیلیخوو (به چکی: Bílichov) یک منطقهٔ مسکونی در جمهوری چک است که در شهرستان کلادنو واقع شده‌است. بیلیخوو ۱۲٫۲ کیلومتر مربع مساحت و ۱۸۵ نفر جمعیت دارد و ۳۶۵ متر بالاتر از سطح دریا واقع شده‌است.